# Cratere Melanzio
Melanzio è un cratere da impatto sulla superficie di Teti. Largo 250 chilometri, è il terzo più grande sul corpo celeste.
Prende il nome da Melanzio, personaggio della mitologia greca, capraio itacense.
È la struttura eponima della maglia cui appartiene.